# Синтоку (станция)
Станция Синтоку (яп. 新得駅 синтоку эки) — железнодорожная станция в японском посёлок Синтоку, обслуживаемая компанией JR Hokkaido.

## История
Станция Синтоку была открыта 8 сентября 1907 года. С приватизацией JNR она перешла под контроль JR Hokkaido.

## Линии
- JR Hokkaido
  - Главная линия Немуро
  - Линия Сэкисё